# Canyon Ceman
Canyon Ceman, né le 21 juin 1972 à Hermosa Beach, est un joueur américain de beach-volley. 
Il est médaillé d'argent aux Championnats du monde de beach-volley en 1997 avec Mike Whitmarsh.